# Dieses Lied bleibt bei dir
Dieses Lied bleibt bei dir, auch bekannt unter dem Alternativtitel Kabarett, ist ein deutscher Spielfilm aus dem Jahre 1954. Unter der Regie von Willi Forst spielte Paul Henreid seine einzige deutschsprachige Filmhauptrolle.

## Handlung
Conrad Regner ist im Wien der Wende zu 20. Jahrhundert ein gefeierter Komponist eingängiger Gassenhauer. Für das Kabarett „Faun“ Fritz Grünwalds liefert Regner die für dessen Programme und Conferencen benötigten Lieder. Seinen Ruf als Casanova und Schürzenjäger pflegt Conrad mit zahlreichen, wechselnden Beziehungen. Eines Tages lernt der Schwerenöter die blutjunge Chorsängerin Leonie Lerch kennen. Beide verlieben sich ineinander, doch Leonie ist noch mit dem aufstrebenden Physiker Karl Haller verlobt. Als Karl von Albert Einstein entdeckt und nach Berlin berufen wird, hat Conrad bei Leonie freie Bahn, und beide heiraten wenig später. Doch Conrad kann nicht von anderen Frauen lassen und fällt rasch in sein altes Rollenverhalten zurück. Auch die verführerische Soubrette Trixie Hell erliegt bald seinem Charme. Als Leonie herausfindet, dass Conrad sie betrügt, verlässt sie ihn und kehrt zunächst zu Karl zurück.
Dann bricht der Erste Weltkrieg aus, und Conrad meldet sich freiwillig an die Front. Leonie hat indessen Conrad nicht vergessen können und reist ihm mit einer Frontheatertruppe nach. Dort kommt es schließlich zur Versöhnung. An der Front fallen sie einander in die Arme. Als eine Granate explodiert und eine Zimmerdecke auf sie herabstürzt, wird Leonie schwer verwundet. Sie stirbt in Conrads Armen. Regner benötigt viele Jahre, in denen er sich nach dem Krieg als Pianist in einem drittklassigen Vorstadtkino durchschlägt, um sich von diesem schweren Verlust zu erholen. Erst nach langer Zeit findet er wieder eine Frau, die er lieben kann.

## Produktionsnotizen
Der Film entstand ohne Außenaufnahmen im Atelier der Bavaria Film in München-Geiselgasteig und im Carlton-Studio in der Tulbeckstraße. Der ab Januar 1954 hergestellte Streifen besitzt vor allem Bedeutung, weil er die einzige deutschsprachige Nachkriegsproduktion mit dem Hollywoodstar Paul Henreid (Casablanca) ist. Dieses Lied bleibt bei dir passierte am 13. April 1954 die Prüfung der Freiwilligen Selbstkontrolle und erlebte zwei Tage darauf in Frankfurt am Main die Uraufführung. Die Wiener Erstaufführung war am 17. April 1954. In Berlin konnte man den Film erstmals am 24. Mai 1954 sehen. Die Fernseherstausstrahlung war am 21. August 1961 in der ARD.
Die Produktionskosten betrugen rund 1,3 Millionen DM. Damit hatte Forst seinen von Produzent Günther Stapenhorst veranschlagten Etat um rund 280.000 DM überzogen. Der Arbeitstitel des Films war zunächst Kabarett. Kurz vor der Premiere entschied man sich aber für den Titel Dieses Lied bleibt bei dir, verschiedentlich wurde der Streifen aber in einigen Lichtspielhäusern auch unter Kabarett gezeigt. Die schlechten Einspielergebnisse führten nach der Premiere zu erheblichen Schnitten, um den Film weniger langatmig erscheinen zu lassen. Der Schluss wurde in ein Happy End umgeändert.
Otto Lehmann hatte die Herstellungsleitung, Herbert Sennewald die Produktionsleitung. Die Bauten schufen Werner Schlichting und Willi Schatz. Hannes Staudinger war an der Produktion als einfacher Kameramann beteiligt. Theo Nischwitz sorgte für die optischen Spezialeffekte. Heinz Terworth war Tontechniker.

## Kritiken
Paimann’s Filmlisten resümierte: „Dieses (…) amouröse Wiener Zeit- und Milieubild ist in der richtigen Mischung von Aktion, Atmosphäre und Sentiment mit erprobten, aber auch erstmalig bewährten Darstellern aufbereitet, hat Dialognuancen und Stimmung, die es nicht zuletzt der Melodien dieser (ausstattungsmäßig gut charakterisierten) Zeit verwendenden Musik verdankt.“

„Die durch eine intensive, mit Vorschußlorbeeren geschmückte Pressekampagne hochgeschraubten Erwartungen mußten von dem mäßigen Produkt enttäuscht werden. "Kabarett" - davon hatten Kritiker und Publikum etwas anderes erwartet als eine makkaroni-artig gedehnte Zwei-Personen-Geschichte von einem Wiener Piano-Komponisten und seiner blonden Interpretin. "Manche waren so vermessen", schrieb die "Frankfurter Allgemeine Zeitung", "so etwas wie einen kulturhistorischen Abriß zu erwarten, mit Ausschnitten aus der Tätigkeit der Wolzogen, Roda Roda und Otto Reutter. Sie wurden enttäuscht, denn sie hatten den 'Symbolisten' Forst unterschätzt, der zwar in einem verheißungsvollen Beginn die alten Namen des literarischen Kabaretts bemüht, dann aber hoffnungslos in die Gefilde der sogenannten leichten Muse abrutscht ... Es wäre an der Zeit, daß Forst von seinem Rüschen-, Federboa- und Walzerkomplex freikommt."“

„Gefühlvolles Drama, spürbar beeinflußt vom Hollywood-Melodram. Der österreichische Emigrant Paul Henreid ("Casablanca", "Clara Schumanns große Liebe") spielte hier seine einzige Nachkriegsrolle in Europa, das Drehbuch schrieb der spätere Bestseller-Autor Johannes Mario Simmel.“